# Mikir Hills
Les Mikir Hills sont un massif montagneux situés dans l'état d'Assam en Inde. Elles se trouvent au sud du parc national de Kaziranga, dans le district de Karbi Anglong. Le terme Mikir est synonyme de Karbi, il désigne un peuple et sa langue.
Les Mikkirs Hills sont séparées de l'Himalaya par la vallée du Brahmapoutre. Ses collines verdoyantes, dont les plus hautes atteignent 1 360 mètres d'altitude, abritent plusieurs Wildlife Sanctuary.